# Jan Hendrik Gallée
Johan (Jan) Hendrik Gallée (Vorden, 5 januari 1770 – aldaar, 7 augustus 1847) was een Nederlandse notaris en burgemeester.

## Leven en werk
Gallée werd in 1770 in Vorden geboren als zoon van de koster en schoolmeester Peter Anthonie Gallée en Anna Margaretha Stroman. In 1795 werd hij gekozen tot secretaris van Vorden. In 1803 werd hij benoemd tot richter en in 1811 tot maire (van 1813 tot 1817 burgemeester genoemd). Van 1817 tot en met 1824 vervulde hij de functie van schout. Per Koninklijk Besluit van 9 augustus 1825 werd Gallée benoemd tot burgemeester en secretaris van Vorden. Hij vervulde deze functie tot 20 juni 1846 toen hem op zijn verzoek eervol ontslag werd verleend. Later zouden zijn zoon Johannes Hermanus en zijn kleinzoon Pieter Gerrit eveneens benoemd worden tot burgemeester van Vorden. Drie generaties Gallée bestuurden Vorden van 1803 tot 1918, met een onderbreking van zeven jaar in de periode 1846 tot 1853 toen jhr. C.A.E.A. van Panhuys burgemeester was.
Gallée fungeerde tijdens een groot deel van zijn bestuurlijke loopbaan ook als notaris. Hij werd in 1809 door Lodewijk Napoleon benoemd en in 1812 door Napoleon aangesteld. Hij vervulde deze functie tot 1842.
Gallée trouwde op 18 december 1808 met Pieternella Elshoff. Hij overleed in augustus 1847 op 77-jarige leeftijd in zijn woonplaats Vorden. Zijn gelijknamige kleinzoon Johan Hendrik werd in 1882 benoemd tot hoogleraar aan de Universiteit Utrecht.

## De Decanije
In 1832 kwam Gallée in het bezit van stuk grond van zo'n drie honderd hectare dat oorspronkelijk in het bezit was van een van de vicarieën van Vorden. Hij liet op deze grond een landhuis "De Decanije" bouwen, dat zou dienen als ambtswoning van hemzelf als burgemeester en secretaris van Vorden en later van zijn zoon. In de twintigste eeuw diende het huis als herstellingsoord voor personeel van de spoorwegen.

## Externe link

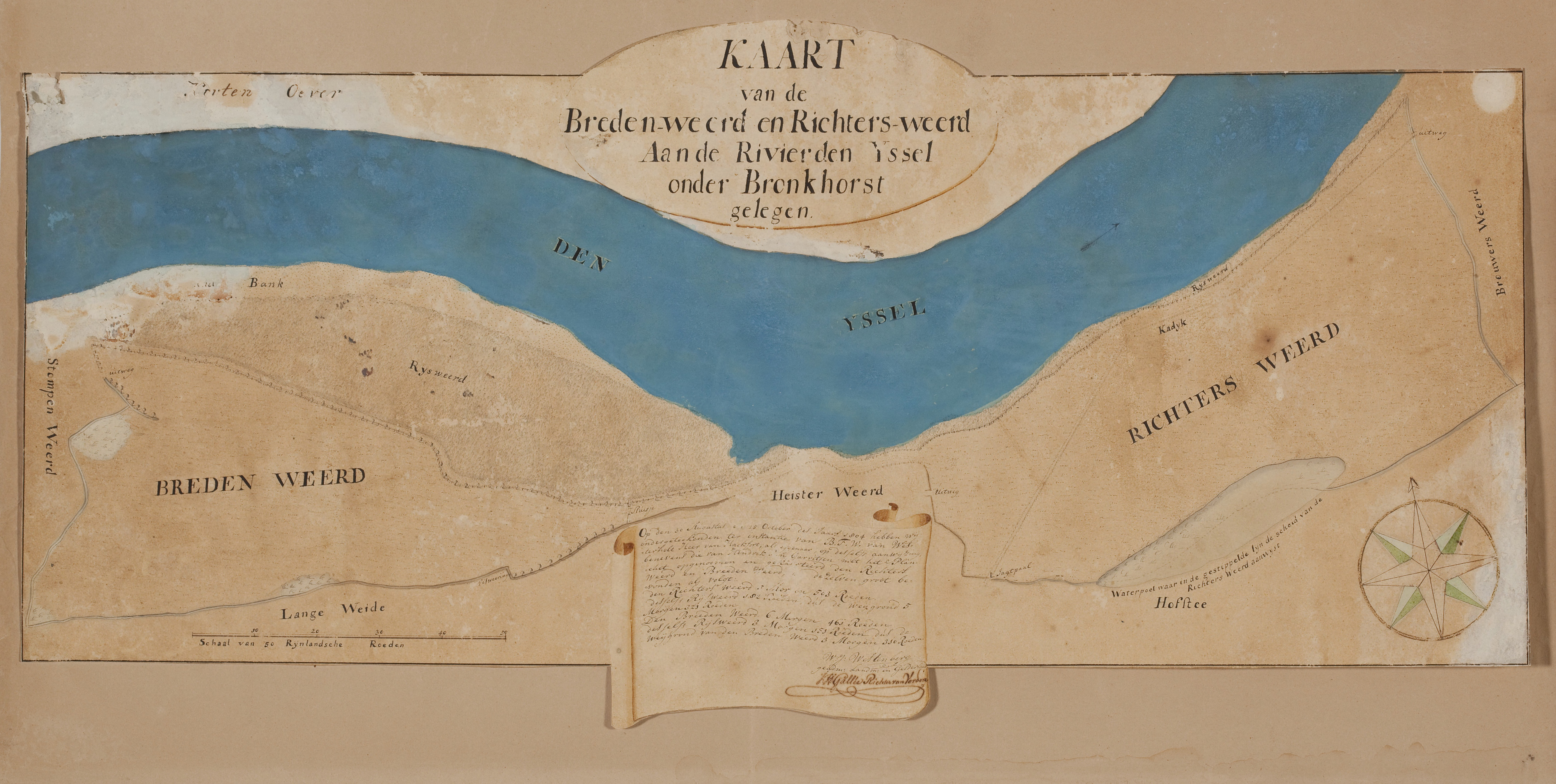
De door Gallée in zijn functie van richter van Vorden gemaakte kaart van den Bredenweerd en Richtersweerd, samen met de landmeter W.J. Westenberg